# Wouter Hanegraaff
Wouter Jacobus Hanegraaff (né en 1961) est professeur de philosophie de l'hermétisme et des courants affiliés à l'université d'Amsterdam, aux Pays-Bas. Il est également président de European Society for the Study of Western Esotericism (Société européenne pour l'étude de l'ésotérisme occidental). Il a publié un ouvrage réputé et exhaustif sur le New Age.

## Biographie
De 1992 à 1996 il était chercheur au département d'études des religions de l'université d'Utrecht.
En 1999, il est devenu professeur à l'université d'Amsterdam, et de 2002 à 2006 était président de la Société hollandaise d'étude de la religion. Il est depuis 2005 président de la société européenne d'étude de l'ésotérisme occidental. En 2006, il fut élu membre de l'Académie royale néerlandaise des arts et des sciences.
Il est membre du comité éditorial des magazines Religion, Numen, Religion compass, Esoterica, Journal of Contemporary Religion et Nova Religio.